# محاصره‌های ناگاشیما

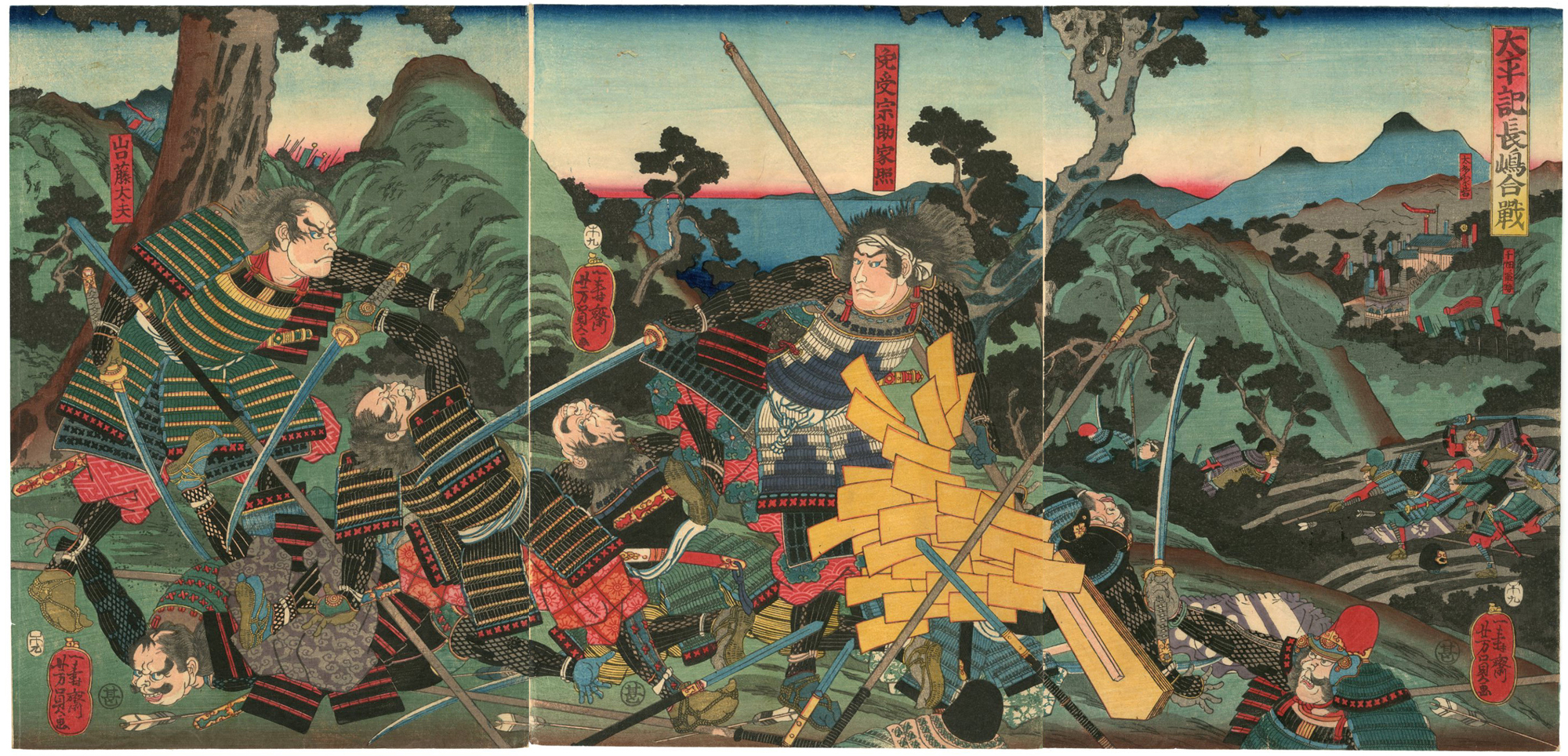
یک نقاشی از نبرد ناگاشیما که در قرن نوزدهم کشیده شده‌است.

محاصره‌های ناگاشیما، ناگاشیما ایکو-ایکی (به ژاپنی: 長島一向一揆 Nagashima Ikkō-ikki) در سال ۱۵۷۱، ۱۵۷۳ و ۱۵۷۴ انجام شد و بخشی از لشکرکشی‌های اودا نوبوناگا در برابر ایکو-ایکی (شورشیان پیرو شین بودیسم) و به علت پیروی راهبان ناگاشیما از رهبر معبد هونگان بود. اودا نوبوناگا سه بار در طول دوره از چهار سال به ناگاشیما در مرز ولایت اُواری و ولایت ایسه (امروزه در کووانا در استان میه) حمله کرد. این سه محاصره در نهایت با بین بردن کل نیروهای شورشی بپایان رسید.

## زمینه

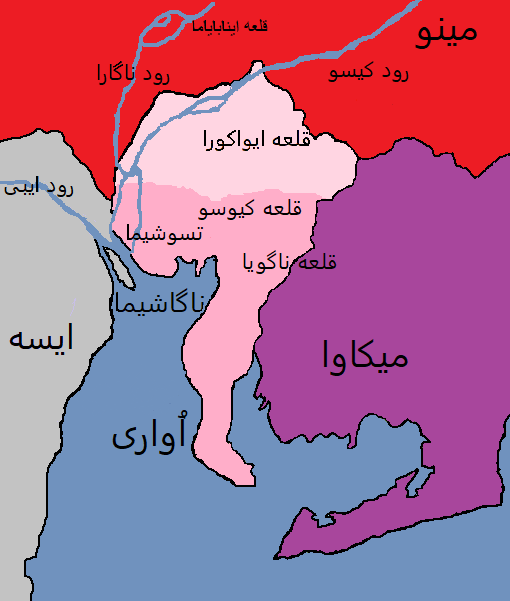
ناگاشیما جزیره مانند است و در مرز اُواری و ولایت ایسه قرار داشته است.

منطقه ناگاشیما که امروزه در استان میه واقع است در دوره سنگوکو در مرز اُواری و ولایت ایسه قرار داشت. این منطقه در ابتدا «ناناشیما» یا هفت جزیره نامیده می‌شد و توسط سه رود کیسو (رود کیسو، رود ایبی و رود ناگارا) احاطه شده بود. در سال ۱۵۰۱ ششمین پسر رننیو (هشتمین رهبر معبد هونگان) در معبد گانشو که در این منطقه قرار داشت سکونت کرد. از آن پس این منطقه و مردم آن تحت نفوذ معبد هونگان قرار گرفتند و در اطراف قلعه ناگاشیما چندین قلعه یا باروی دفاعی ساخته شد. همچنین به غیر از معبد گانشو ده‌ها معبد دیگر نیز وجود داشت و معبد هونگان قدرت بسیاری را در آن دارا بود. این منطقه حتی زمانی که نوبوناگا بر تمام ولایت اُواری تسلط پیدا کرده بود همچنان مستقل باقی مانده بود.
در سال ۱۵۶۷ و در پی سقوط قلعه اینابایاما در محاصره قلعه اینابایاما، صاحب قلعه سایتو تاتسواوکی به این منطقه متواری شود و اودا نوبوناگا نیز به دنبال وی به ولایت ایسه لشکر کشید و بخش شمالی آن را تصرف کرد. در پایان همان سال کننیو (یازدهمین رهبر معبد هونگان) به اودا نوبوناگا به مناسبت پیروزی‌های اخیرش در ولایت مینو و ولایت ایسه تبریک فرستاد که نشان از آن دارد که تا این هنگام هنوز روابط این دو وارد خصومت و دشمنی علنی نشده‌است. در سال ۱۵۶۹ نوبوناگا به قلعه اوکاواچی که مالک آن دایمیوی ولایت ایسه، کیتاباتاکه تومونوری بود حمله کرد و توانست ولایت ایسه را به‌طور کامل تصرف کند.

## شورش

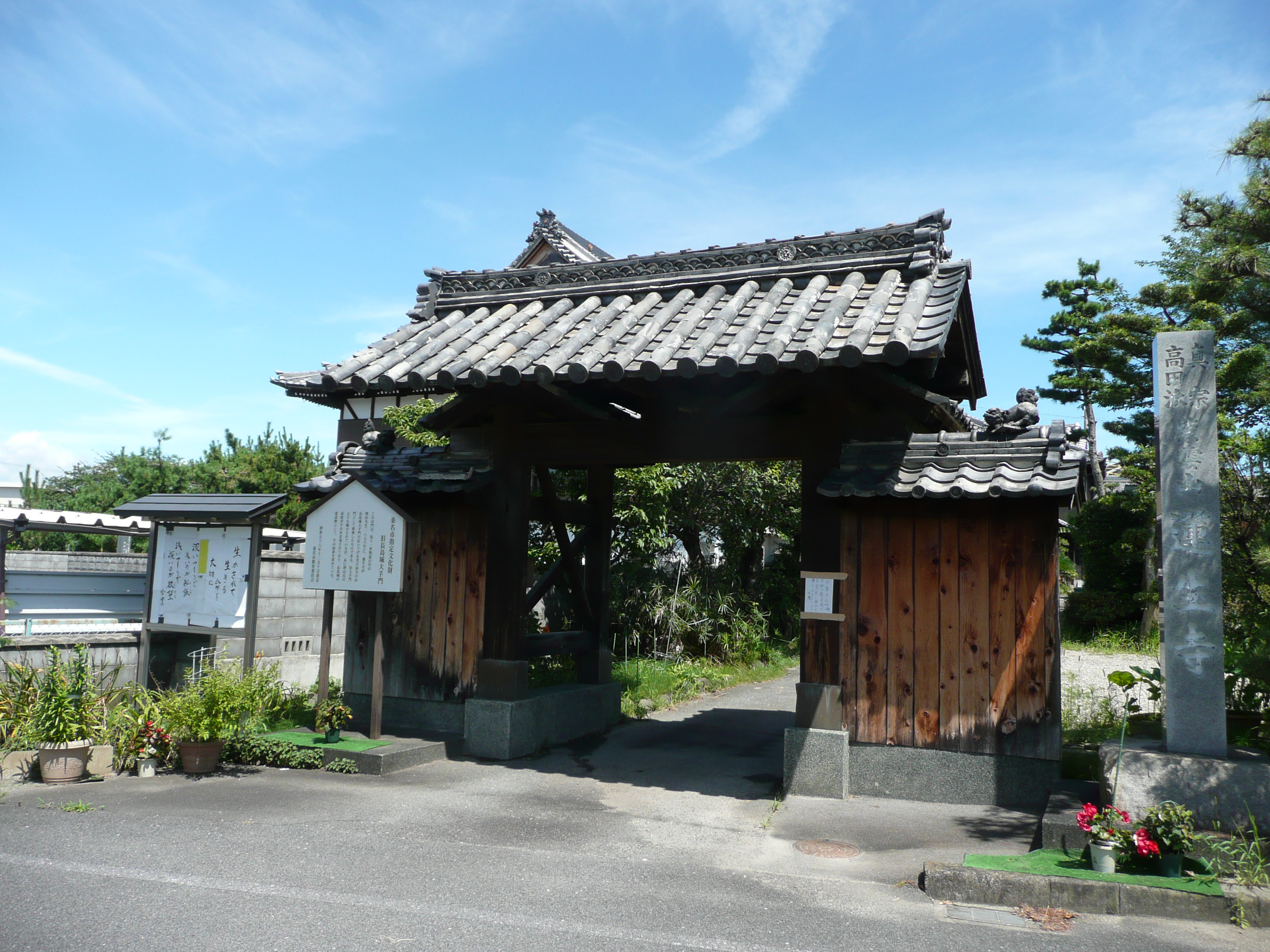
محل محاصره‌های ناگاشیما، ناگاشیما ایکو-ایکی

در سال ۱۵۷۰ در پی فرمان رهبر معبد هونگان مبنی بر شورش و جنگ با نیروهای نوبوناگا، ناگاشیما نیز به این شورش پیوست. در ماه نهم همان سال ده‌ها هزار نیروی مسلح بودایی به قلعه ناگاشیما که به خاندان سایتو تملک داشت حمله کردند و با راندن این خاندان توانستند قلعه را تصاحب کنند. در ماه یازدهم به قلعه کوکیئه در اُواری که توسط برادر نوبوناگا، اودا نوبواوکی محافظت می‌شد حمله کردند و برادر نوبوناگا را مجبور به هاراکیری کردند. همچنین به قلعه کووانا حمله کرده و ژنرال ارشد نوبوناگا تاکیگاوا کازوماسو را شکست داده و متواری کردند.
در این زمان نوبوناگا در ولایت اومی با دو خاندان آزای و خاندان آساکورا در حال نبرد شیگا بود و به همین علت نمی‌توانست نیروی کمکی برای مقابله با این حملات بفرستد. در ماه یازدهم سال ۱۵۷۰ پیمان صلحی با این دو خاندان بست و نیروهایش را از حال نبرد با این دو خاندان خارج کرد.

## اولین محاصره ناگاشیما (۱۵۷۱)
در سال ۱۵۷۱ ایسونو کازوماسا از ملازمان خاندان آزای قلعه ساوایاما متعلق به این خاندان را به اودا نوبوناگا واگذار کرد. در ماه یازدهم قلعه یوکویاما قلعه دیگر متعلق به خاندان آزای به دست نوبوناگا افتاد و وی برتری نظامی را در این منطقه به دست آورد. در این زمان نوبوناگا تصمیم گرفت که به ناگاشیما حمله کند.
نوبوناگا نیروهای خود را به سه دسته تقسیم کرد و روستاهای اطراف را به آتش کشید. شورشیان به طرف کوه حرکت کردند و سر راه در جاهای تنگ جاده‌ها کمین کرده و هنگام عبور نیروهای نوبوناگا توانستند تلفات زیادی را به ملازم نوبوناگا وارد کنند. از طرف دیگر سایکا شو که گروه دیگر شورشیان مسلح بودایی بودند از راه دریا اسلحه به شورشیان ناگاشیما می‌رساندند. نوبوناگا در این هنگام به قدرت نظامی شورشیان و اهمیت خلیج ایسه پی برد و جنگ را متوقف کرد تا بتواند تدابیر مؤثرتری برای مقابله پیدا کند.

## دومین محاصره ناگاشیما (۱۵۷۳)
در ماه هشتم سال ۱۵۷۳ دو خاندان آزای و خاندان آساکورا توسط نوبوناگا از بین رفتند. در ماه نهم نوبوناگا دومین حمله را به ناگاشیما آغاز کرد. حمله در پاییز انجام شد به علت بارش باران نیروی پیاده وی نتوانست از تفنگ استفاده کند و نوبوناگا در پی شکست به قلعه گیفو بازگشت.

## سومین محاصره ناگاشیما (۱۵۷۴)
در سال ۱۵۷۴ نوبوناگا از تمامی قلعه‌ها خود سرباز جمع‌آوری کرده و در ماه اوت از راه زمین و دریا به ناگاشیما حمله‌ور شد. کوکی یوشیتاکا فرماندهی نیروی دریایی را در این حمله عهده‌دار بود. نیروهای زمینی نیز به سه دسته تقسیم شدند.
قلعه‌ها و باروهای ناگاشیما یکی پس از دیگری سقوط کردند و شورشیان فرار کرده و در پنج قلعه ناگاشیما، یاچوشیما، ناکائه، ساساباشی، اوتوری‌ایه که هنوز باقیمانده بود پناه گرفتند.
دو قلعه ساساباشی، اوتوری‌ایه توسط دومین پسر نوبوناگا اودا نوبوکاتسو و سومین پسر وی اودا نوبوتاکا با توپ مورد حمله قرار گرفت. شورشیان تقاضای تسلیم کردند اما نوبوناگا نپذیرفت و در شب دوم ماه هشتم هنگامی که شورشیان از قلعه اوتوری‌ایه بیرون آمدند مورد حمله قرار گرفتند و در حدود ۱۰۰۰ نفر مرد و زن کشته شدند.
در روز دوازدهم ماه هشت شورشیان قلعه ساساباشی قول دادند که به قلعه ناگاشیما وارد شده و آن را به نوبوناگا تسلیم کنند سپس از قلعه ساساباشی به قلعه ناگاشیما وارد شدند. اما پس از آن هیچ تغییری در قلعه ناگاشیما مشاهده نشد. محاصره نظامی قلعه ادامه پیدا کرد و عده زیادی در اثر گرسنگی در داخل قلعه جان خود را از دست دادند.
در روز ۱۳ اکتبر ۱۵۷۴ ساکنان قلعه ناگاشیما که دیگر تمام ذخیره آب و غذا را در اثر محاصره از دست داده بودند تقاضای تسلیم کردند و قصد سوار شدن بر کشتی داشتند اما نوبوناگا آنان را نبخشید و با تفنگ مورد حمله قرار داد. در این حمله بسیاری از سران شورشیان نیز کشته شدند. این حمله نوبوناگا موجب خشم شدید شورشیان شده و در حدود ۸۰۰ نفر برهنه شده و به نیروی نوبوناگا حمله کردند. در طی این حمله در حدود ۷۰۰–۸۰۰ نفر از نیروهای نوبوناگا و تعدادی از اعضای خانواده وی از جمله دو برادر وی اودا نوبوهیرو، اودا هیده‌ناری، عموی وی اودا نوبوتسوگو، شوهر خواهر وی ساجی نوبوکاتا، کشته شدند. شورشیان که توانسته بودند حلقه محاصره را بشکنند سپس به سمت اوساکا گریختند.
نوبوناگا پس از آن دو قلعه باقیمانده یاچوشیما و ناکائه را محاصره کرده و قلعه‌ها را به آتش کشید. در این حمله تمامی ۲۰٬۰۰۰ نفر مرد و زنی که در داخل قلعه‌ها بودند در اثر آتش کشته شدند. همان روز نوبوناگا به قلعه گیفو بازگشت و قلعه ناگاشیما را به ژنرال خود تاکیگاوا کازوماسو بخشید.